# Idaea themeropis
Idaea themeropis là một loài bướm đêm trong họ Geometridae.